# Ponte Vella
Il Ponte Vella (in galiziano, "ponte vecchio"), Ponte Romana (ponte romano) o Ponte Maior (grande ponte) è una passerella medievale costruita su fondamenta romane a Ourense, in Spagna. Situato all'incrocio tra l'N120 e la Rua Progreso, attraversa il fiume Miño. La sua ripida salita di 41 metri sopra il fiume Miño rende il passaggio sicuro in caso di inondazioni. Un tempo era considerato il ponte più grande di tutta la Spagna.

## Geografia
Il ponte è situato davanti alla cappella Nuestra Señora de los Remedios, collegando Ourense a Santiago di Compostela. Il Ponte Vella era l'unico accesso attraverso il fiume Miño, fino a quando un altro ponte fu costruito nel 1816,  mentre il Ponte Milenio, un ponte moderno, fu costruito all'inizio del XXI secolo.

## Storia
Il ponte originale sul fiume Miño fu costruito durante il dominio dell'imperatore Augusto nel I secolo, anche se altre fonti affermano che fu costruito durante il periodo di Traiano. Si fa menzione di questo ponte nel testamento di Doña Urraca, dove si dice che sia stato restaurato con fondi forniti da Ferdinando III.   Sin dal Medioevo, ha fornito un accesso alla città di Ourense per il commercio e il pellegrinaggio. La struttura fu ricostruita nel 1230 dal vescovo Lorenzo su fondamenta romane (pilastri originali), e restaurata nel 1449 dal vescovo Pedro de Silva. Misurava 402 metri di lunghezza, con un arco di 48 metri. L'arco principale crollò nel 1499 e il ponte fu ricostruito nel 1679 per una lunghezza di 370 metri, con sette campate ad arco, la cui principale misura 43 metri. L'altezza del ponte sopra il livello dell'acqua è di 38 metri.

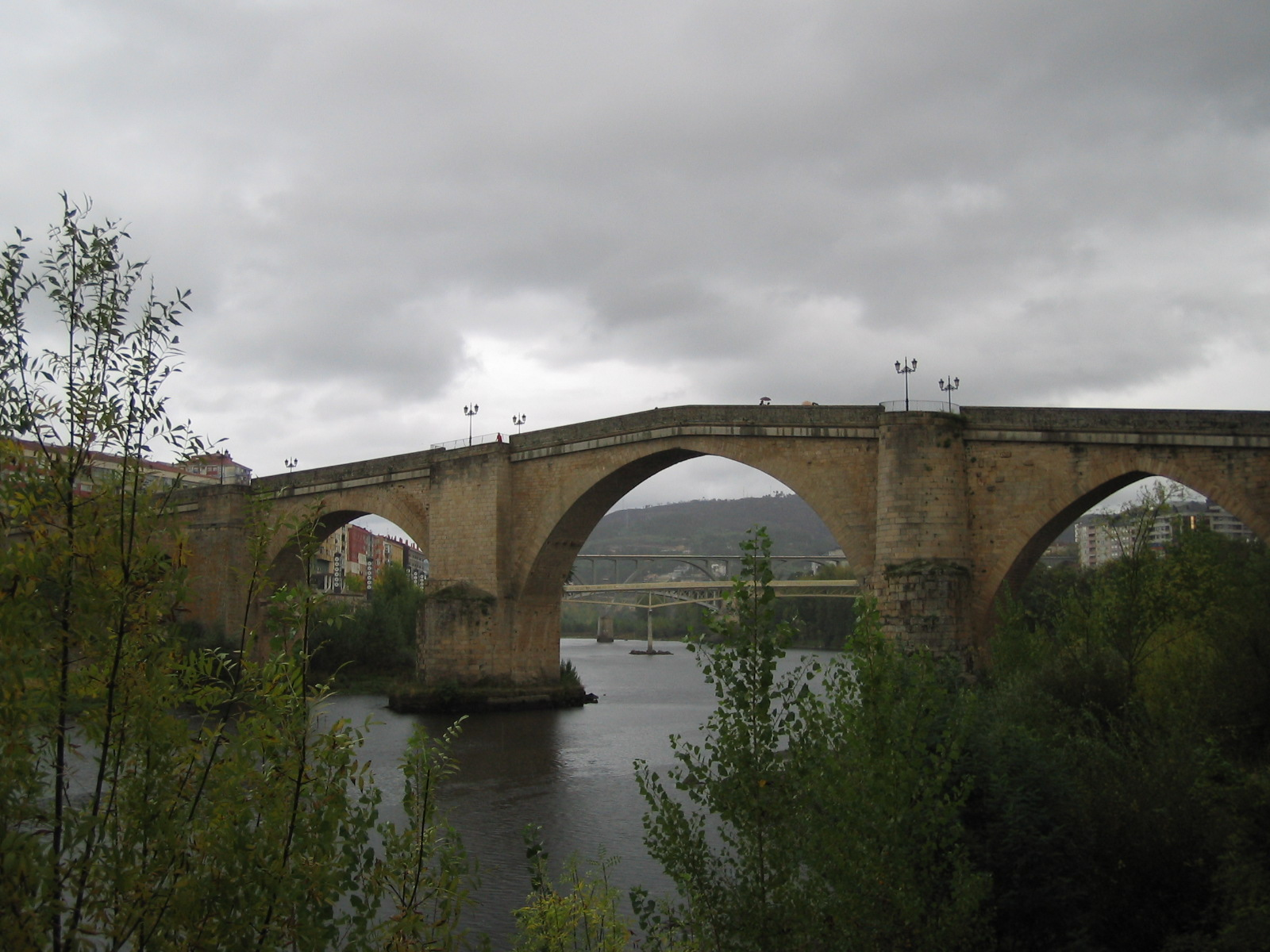
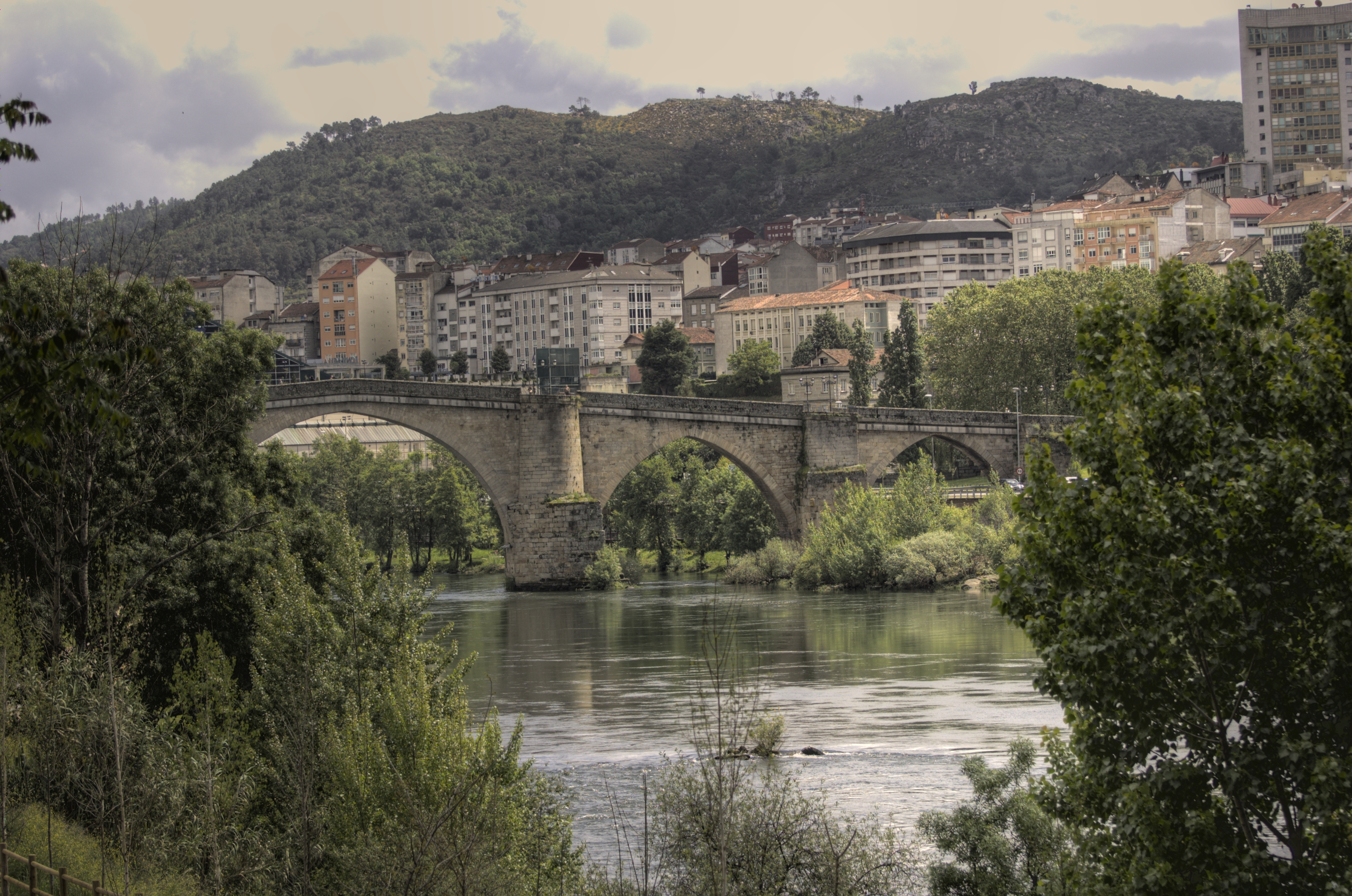
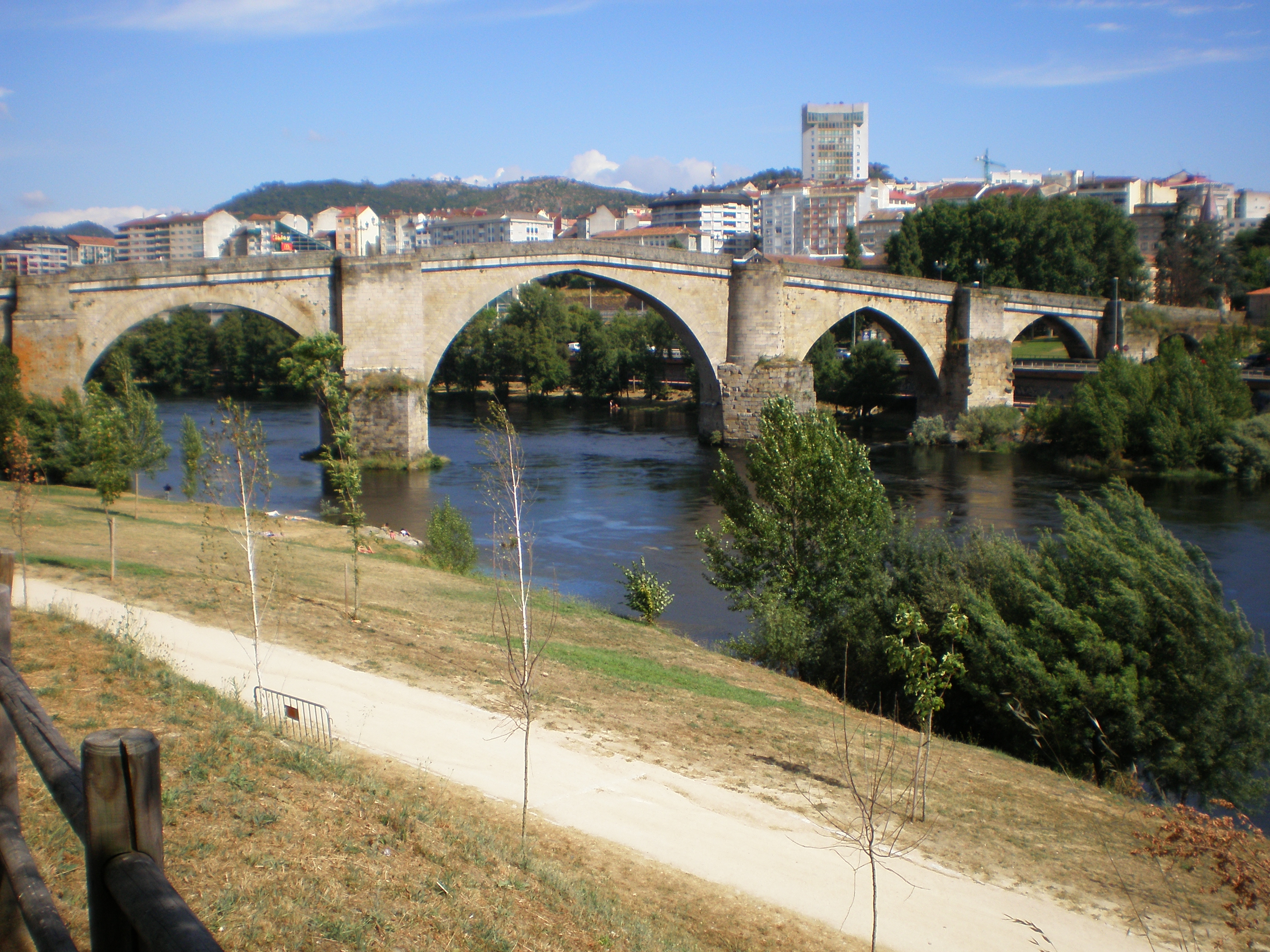